# 25614 Jankrál
25614 Jankrál este un asteroid din centura principală de asteroizi.

## Descriere
25614 Jankrál este un asteroid din centura principală de asteroizi. A fost descoperit pe 3 ianuarie 2000 la Socorro, New Mexico, în cadrul proiectului LINEAR. Asteroidul prezintă o orbită caracterizată de o semiaxă mare de 3,05 ua, o excentricitate de 0,06 și o înclinație de 0,5° în raport cu ecliptica.